# Villars-le-Comte
Villars-le-Comte is een gemeente en plaats in het Zwitserse kanton Vaud en maakt sinds 1 januari 2008 deel uit van het district Broye-Vully. Voor 2008 maakte de gemeente deel uit van het toenmalige district Moudon.
Villars-le-Comte telt 141 inwoners.